# Língua mahasu pahari
Mahasu Pahari é uma língua Pahari Ocidental da grande família  (Indo-Arianas falada em Himachal Pradesh. Também é conhecido como Mahasui ou Mahasuvi. A população falante era de cerca de 1 milhão rm 2001. É mais comumente falado nos distritos de Himachal Pradesh, de Shimla (Simla) e Solan. É sabido que Shimla e Solan faziam parte do antigo distrito de Mahasu. O estado de Himachal Pradesh em 1º de setembro de 1972 reorganizou os distritos dissolvendo o distrito de Mahasu. O distrito de Solan foi formado pelas talucas Solan e Arki do então distrito de Mahasu e talucas Kandaghat e Nalagarh do então distrito de Shimla de Punjab. 

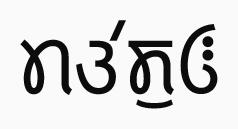
Mahari escrito em Takri

## Geografia
De acordo com as diferentes localidades, a língua desenvolveu diversos dialetos: Baixo Mahasu Pahari (Baghati, Baghliani), Keonthal (Kiunthali), Alto Mahasu Pahari (Rampuri), Rohrur], Vale Naweri, Jubbali, Shimla Siraji (Sodochi). A variedade Kiunthali parece ser compreendida pelos outros e sua atitude em relação a ela é favorável. Rampuri também é chamado de Kochi; Rohruri também é chamado de Soracholi e Sodochi falado em Kotgarh. A inteligibilidade entre os dialetos está acima de 85%. A semelhança lexical é de 74% –82% com dialetos superiores e 74% –95% com dialetos inferiores. A língua é usada em casa e para fins religiosos. É compreendido e falado por pessoas em idade vital. Os instruídos são mais proficientes em hindi e em inglês. É considerada altamente ameaçada pois o número de pessoas que falam está diminuindo constantemente. Está intimamente relacionado com a  Sirmauri e a  Jaunsari.

## Escrita
A escrita nativa do idioma é uma variedade da  Takri Script. Existem alguns registros escritos da língua em Takri e em Nastaliq, mas hoje em dia o Devanagari é geralmente usado. 

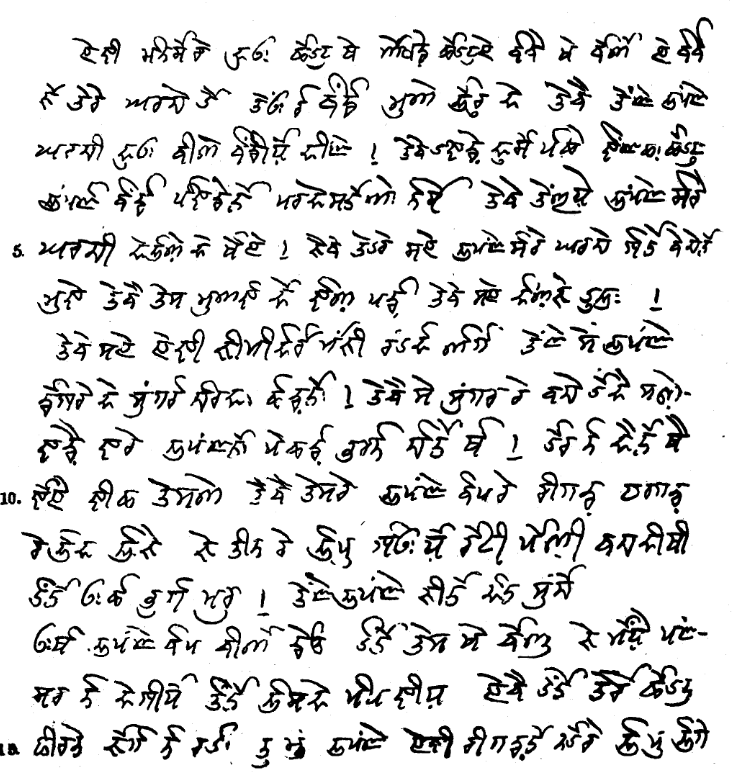
Amostra de Mahasu Pahari (Kiunthali)

## Situação atual
O idioma é comumente chamado de Pahari ou Himachali. A língua não tem status oficial e é registrada como dialeto do Hindi. De acordo com a UNESCO, o idioma está definitivamente em perigo de extinção, ou seja, muitas crianças Mahasui não estão mais aprendendo a língua como sua língua materna. Anteriormente, o patrocínio de língua de estado. Tudo mudou desde a independência, devido ao favoritismo ao Hindi por parte do governo indiano.
A demanda para a inclusão de 'Pahari (Himachali)' sob a Tabela Oito da Constituição, que supostamente representa várias línguas Pahari de Himachal Pradesh, havia sido feita no ano de 2010 por Vidhan Sabha. Não houve nenhum progresso positivo neste assunto desde então, mesmo quando pequenas organizações estão se empenhando em salvar a língua e exigindo sua aceitação oficial-a. Devido ao interesse político, o idioma é registrado atualmente como um dialeto do hindi, mesmo tendo pouca inteligibilidade mútua com essa grande língua.

## Amostra de texto
Mateus 1:1-4
1.	यीशु मसीह रै पोस्तै रै बारै दी, ज़ुण दाऊद राज़ै री खानदानी कु थौ राज़ौ दाऊद अब्राहमा री खानदानी कु थौ।
2.	अब्राहमा रौ छ़ोहरु इसहाक, इसहाका रौ याकूब, याकुबा रै छ़ोहरु यहुदा और तेसरै भाई,
3.	यहुदा और तामारा रै फिरिस और जोरह, फिरिसा रौ हिस्त्रोन, और हिस्त्रोना रौ एराम थौ।
4.	एरामा रौ अम्मीनादाब, अम्मीनादाबा रौ नहशोन, और नहशोना रौ सुलेमान,
Transliterado
1.	Yīśu masīh rai postai rai bārai dī, ğuṇ dāūd rāğai rī khāndānī ku thau rāğau dāūd abrāhamā rī khāndānī ku thau.
2.	Abrāhamā rau čohru isahāk, isahākā rau yākūb, yākūbā rai čohru yahudā aur tesrau bhāī,
3.	Yahudā aur tāmārā rai phiris aur jorah, phirisā rau histron, aur histronā rau erām thau.
4.	Erāmā rau ammīnādāb, ammīnādāb rau nahśon, aur nahśonā rau sulemān,
Poertuguês
1.	1. O livro da geração de Jesus Cristo, filho de Davi, filho de Abraão.
2.	2. Abraão gerou Isaque; e Isaac gerou Jacó; e Jacó gerou Judas e seus irmãos;
3.	3. E Judas gerou Phares e Zara de Tamar; e Phares gerou Esrom; e Esrom gerou Aram;
4.	4. E Aram gerou Aminadabe; e Aminadab gerou Naasson; e Naasson gerou Salmon; <ref>Mahasu Pahari em Play Google